# Monika Auer
Monika Auer (ur. 21 kwietnia 1957 w Welschnofen) – włoska saneczkarka, mistrzyni Europy.
Na igrzyskach olimpijskich startowała dwukrotnie, zajmując miejsce szesnaste i trzynaste. W mistrzostwach Europy zdobyła jeden medal. W 1984 została mistrzynią Europy. W Pucharze Świata dwukrotnie stała na podium klasyfikacji generalnej zajmując w sezonie 1980/1981 drugie miejsce, a w 1981/1982 trzecie.

## Osiągnięcia

### Igrzyska Olimpijskie
| Rok  | Miejsce     | Jedynki |
| ---- | ----------- | ------- |
| 1980 | Lake Placid | 16.     |
| 1984 | Sarajewo    | 13.     |

### Puchar Świata

#### Miejsca na podium w klasyfikacji generalnej
| Sezon     | Miejsce |
| --------- | ------- |
| 1980/1981 | 2.      |
| 1981/1982 | 3.      |